# Cordobaanse vechthond

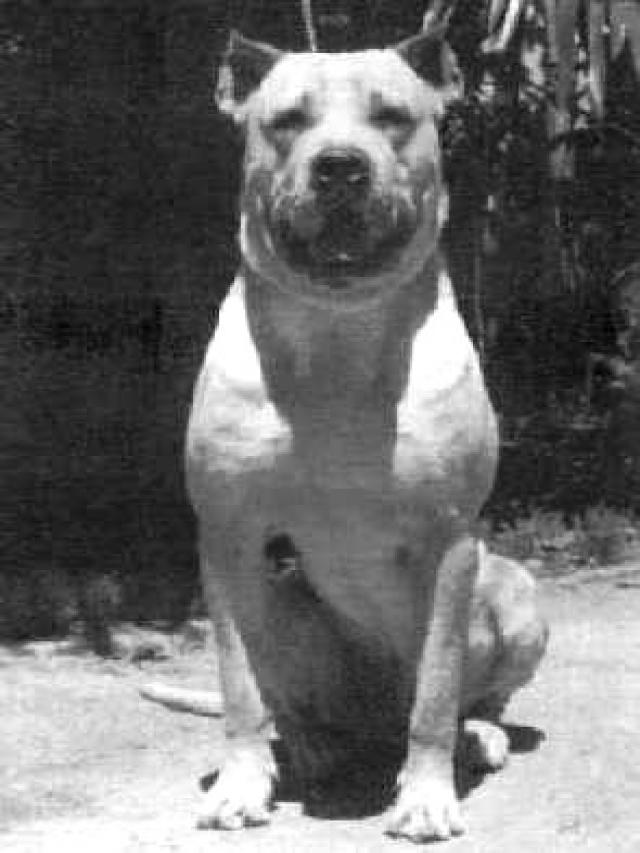
De Cordobaanse vechthond

De Cordobaanse vechthond (Spaans: Perro de pelea cordobés) is een uitgestorven hondenras uit Córdoba, een stad in Argentinië. De vechthond was een kruising van de boxer, de bulldog, de bulterriër en de Engelse mastiff.
De Argentijnse dog of Dogo Argentino is een directe afstammeling van dit ras.

## Geschiedenis
De Cordobaanse vechthond vond zijn oorsprong in Argentinië, waar de hond bekend stond om zijn bereidheid tot het vechten tot de dood en een hoge pijntolerantie. Velen zijn gestorven tijdens hondengevechten, hetgeen heeft bijgedragen tot het uitsterven van het ras.